# Lucy Hale

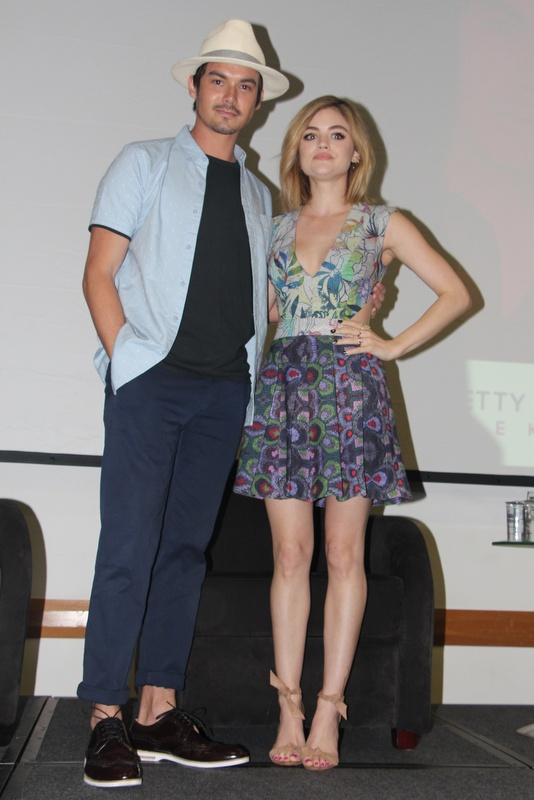
Tyler Blackburn i Lucy Hale (2016)

Lucy Hale, właśc. Karen Lucille Hale (ur. 14 czerwca 1989 w Memphis) – amerykańska aktorka i piosenkarka, która grała m.in. rolę Arii Montgomery w serialu Słodkie kłamstewka.

## Życiorys
Po raz pierwszy wystąpiła w programie w reality show „American Juniors” w 2003 roku. Potem zagrała m.in. w filmach: Drake i Josh, Stowarzyszenie wędrujących dżinsów 2, Jak poznałem waszą matkę, Krzyk 4, Sorority Wars, a także wystąpiła w dwóch odcinkach w serialu Czarodzieje z Waverly Place. W 2011 roku wystąpiła w filmie Kopciuszek: W rytmie miłości, gdzie wcieliła się w rolę Katie Gibbs. Występuje w głównej roli w serialu Słodkie kłamstewka, jako Aria Montgomery.

## Dyskografia
Single
- 2014: „Lie a Little Better”
- 2014: „You Sound Good To Me”

Albumy studyjne
- 3 czerwca 2014: ,,Road Between"

Soundtrack
- 2009: „Ain’t No Moutain High Enought”
- 2011: „Run This Town”
- 2011: „Make You Believe”
- 2011: „Bless Myself”
- 2011: „Extra Ordinary”

## Filmografia

### Filmy
| Rok  | Tytuł                                                                      | Rola                   | Uwagi                           |
| ---- | -------------------------------------------------------------------------- | ---------------------- | ------------------------------- |
| 2008 | Stowarzyszenie wędrujących dżinsów 2 The Sisterhood of the Traveling Pants | Effie Kaligaris        |                                 |
| 2009 | Wyspa strachu (Fear Island)                                                | Megan / Jenna Campbell |                                 |
| 2011 | Krzyk 4 (Scream 4)                                                         | Sherrie                | Cameo                           |
| 2011 | Kopciuszek: W rytmie miłości A Cinderella Story: Once Upon a Song          | Katie Gibbs            |                                 |
| 2012 | Dzwoneczek i sekret magicznych skrzydeł Secret of the Wings                | Periwinkle             | Głos                            |
| 2016 | Waiting on Roxie                                                           | Roxie Hart             | Krótkometrażówka; też producent |
| 2018 | The Unicorn                                                                | Jesse                  |                                 |
| 2018 | Prawda czy wyzwanie (Truth or Dare)                                        | Olivia                 |                                 |
| 2018 | Ziomalki (Dude)                                                            | Lily                   |                                 |
| 2020 | Wyspa Fantazji                                                             | Melanie Cole           |                                 |
| 2020 | Grzeczne dziewczyny tego nie robią                                         | Lucy                   |                                 |
| 2020 | Son of the South                                                           | Carol Ann              |                                 |
| 2021 | Wredne igraszki                                                            | Lucy Hutton            |                                 |
| 2022 | Borrego                                                                    | Elly                   |                                 |
| 2022 | Big Gold Brick                                                             | Lily                   |                                 |
| 2022 | The Storied Life of A.J. Fikry                                             | Amelia                 |                                 |

## Nagrody
| Rok  | Nagroda                | Kategoria                               | Serial lub film    | Wynik     |
| ---- | ---------------------- | --------------------------------------- | ------------------ | --------- |
| 2010 | Teen Choice Awards     | Telewizyjna aktorka lata                | Słodkie kłamstewka | wygrana   |
| 2011 | Teen Choice Awards     | Telewizyjna aktorka lata                | Słodkie kłamstewka | wygrana   |
| 2012 | Teen Choice Awards     | Ulubiona aktorka w serialu dramatycznym | Słodkie kłamstewka | wygrana   |
| 2013 | Teen Choice Awards     | Telewizyjna aktorka lata                | Słodkie kłamstewka | wygrana   |
| 2014 | Teen Choice Awards     | Ulubiona aktorka w serialu dramatycznym | Słodkie kłamstewka | wygrana   |
| 2014 | People’s Choice Awards | Ulubiona aktorka w telewizji kablowej   | Słodkie kłamstewka | wygrana   |
| 2015 | People’s Choice Awards | Ulubiona aktorka w telewizji kablowej   | Słodkie kłamstewka | nominacja |